# Зиновьев, Григорий Алексеевич
Григорий Алексеевич Зиновьев (1896 — 1938) — начальник политического управления и член Военного совета Уральского военного округа, корпусной комиссар (1937). Расстрелян в 1938 году по  «делу Тухачевского». Реабилитирован посмертно.

## Биография
Родился в русской рабочей семье (дед был крестьянином, отец — служащим лесных бирж, приказчиком на заводах, но из-за пьянства разорился и в дальнейшем работал столяром). Окончив начальную школу, стал работать на заводе в Петербурге смазчиком и станочником-деревообделочником. Принимал участие в массовых протестах и забастовках, состоял членом нелегальной рабочей дружины. Член РСДРП(б) с марта 1917 года. Во время октябрьских событий в 1917 году принимал участие в боях, охранял мосты Петрограда. Был избран членом исполкома и заведующим сельскохозяйственным отделом Новодеревенского района Петрограда.
В Красной армии добровольно с июля 1918 года, участник Гражданской войны, в годы которой находился на должностях политического состава. В 1918 г. красноармеец-агитатор, политрук роты, военком батальона и полка в 1-м Брянском стрелковом полку, в 1919 году помощник военкома бригады и военком снабжения бригады в отдельной Симбирской стрелковой бригаде, военком 13-й Сибирской кавалерийской дивизии, в 1920 году военком отдельной партизанской бригады, 7-й отдельной Туркестанской кавалерийской бригады. После Гражданской войны занимал ответственные должности политического состава в войсках Красной армии. В 1921—1922 годах инспектор партизанской части политического управления войск Сибири, помощник командира 86-й стрелковой бригады по политической части, начальник организационной части политического отдела 29-й Вятской стрелковой дивизии, с апреля 1923 года начальник политотдела этой же дивизии. В боях был дважды ранен и контужен.
С января 1924 года помощник начальника политического управления Западно-Сибирского военного округа по учётно-мобилизационному отделу. С июня 1924 г. помощник начальника политического управления Сибирского военного округа по работе в специальных частях. Затем до осени 1925 года работал в должности военкома и начальника политического отдела 21-й Пермской стрелковой дивизии. С октября 1925 слушатель КУВНАС при Военной академии имени М. В. Фрунзе. С июля 1926 года военком, с мая 1927 года помощник командира по политической части и начальник политического отдела 1-й Туркестанской стрелковой дивизии. С марта 1929 по сентябрь 1930 года помощник командира по политической части и начальник политического отдела 9-й Донской стрелковой дивизии. Затем несколько месяцев работал в должности военкома и начальника политотдела 15-й авиабригады. В 1931—1932 годах помощник командира 5-го стрелкового корпуса по политической части. С февраля 1932 по май 1935 год заместитель начальника политического управления Белорусского военного округа. 
26 января—10 февраля 1934 года делегат XVII съезда ВКП(б) с решающим голосом от Западной парторганизации.
С мая 1935 года начальник политического управления, с мая 1937 года член Военного совета Уральского военного округа. С июля 1937 г. член Военного совета Краснознамённого Балтийского флота.
Арестован 20 июня 1938 года. Внесен в сталинский список осуждённых к ВМСЗ (за 1-ю категорию Сталин, Молотов).  Военной коллегией Верховного суда СССР 22 августа 1938 по обвинению в «участии в контрреволюционной организации и в военно-фашистском заговоре в РККА» приговорён к расстрелу. Приговор приведен в день вынесения обвинительного приговора (расстрелян в числе 120 осужденных). Место захоронения  — спецобъект НКВД «Коммунарка». Определением Военной коллегии Верховного суда СССР от 2 июня 1956 посмертно реабилитирован.

### Звания
- дивизионный комиссар (20 ноября 1935);[8]
- корпусной комиссар (15 февраля 1937).

### Награды
- орден Красного Знамени СССР (1933, знак ордена № 135);

## Документы
Предписание на расстрел : https://sun9-8.userapi.com/c857536/v857536917/19ec5b/nHoCD3KJJuc.jpg
https://sun9-76.userapi.com/impg/c857536/v857536917/19ec65/Za7aLILAT6E.jpg?size=1527x2160&quality=96&sign=601d0ad4ed3ef7a183d236bdddd98e5a&type=album
Акт о приведении приговора в исполнение (подписи заместителя Прокурора СССР Г. К. Рогинского, коменданта НКВД СССР В. М. Блохина) : https://sun9-28.userapi.com/c857536/v857536917/19ec83/gB0QoOYx6e0.jpg